# Större flygfisk
Större flygfisk (Cheilopogon heterurus) är en flygfiskart som finns i tempererade och tropiska hav. Den kallas även svalstjärtad flygfisk.

## Utseende
En slank art med mycket långa bröst- och bukfenor, som den kan använda till att segelflyga ovan vattenytan. Även stjärtfenan är stor och tydligt urringad. Som mest kan den bli 40 cm lång, även om de flesta individer inte blir mycket längre än 15 cm.

## Taxonomi
Två underarter finns:
- Cheilopogon heterurus heterurus (Rafinesque, 1810)
- Cheilopogon heterurus hubbsi (Parin, 1961)

## Vanor
Den större flygfisken är en pelagisk, ytlevande stimfisk som kan glidflyga långa sträckor (ett par 100 meter) för att undvika predatorer. Arten lever på fisk (framför allt sardin) och kräftdjur. Leken sker under sommaren; de pelagiska äggen är försedda med långa trådar.

## Utbredning
Arten finns i Atlanten (dels i västra runt Bermuda, dels i östra, sällsynt från södra Norge och Danmark, samt mer allmänt söderut till västra Medelhavet), i östra Indiska oceanen vid västra och södra Australien samt i Stilla havets subtropiska områden.